# Andries Cornelis Dirk de Graeff
Jonkheer Andries Cornelis Dirk de Graeff (L'Aia, 7 agosto 1872 – Amsterdam, 24 aprile 1957) è stato un politico olandese, Viceré del Indie Orientali Olandesi e Ministro degli Esteri dei Paesi Bassi dal 1933 al 1937.

## Biografia
De Graeff era figlio del diplomatico e ministro Dirk de Graeff van Polsbroek, membro della famiglia nobile De Graeff, patriziato cittadino di Amsterdam.
De Graeff fu descritto come un politico non ortodosso di sentimenti rimostranti e si presumeva erroneamente che avesse simpatia per la Christelijk-Historische Unie. Era apartitico e liberale. Come governatore generale del Indie Orientali Olandesi, cercò di governare il paese in modo etico, cosa che lo mise in contrasto con i nazionalisti. Durante il suo mandato ministeriale, i Paesi Bassi tornarono alla politica di neutralità del 1914.
De Graeff fu un attivo collaboratore e delegato della Società delle Nazioni e di Anthony Eden. Così riuscì a convincere i Paesi Bassi ad aderirvi. Voleva modificare la Società delle Nazioni per evitare che si trasformasse in un organo puramente consultivo. Era favorevole alla riammissione della Germania e alla revoca di tutte le sanzioni tranne quelle che escludevano automaticamente un paese dalla Società delle Nazioni se ne attaccava un altro.